# Mohamed Elyounoussi
Mohamed Elyounoussi (Al-Hoceima, 1994. augusztus 4. –) norvég válogatott labdarúgó, a dán København csatárja.

## Pályafutása

### Klubcsapatokban
Elyounoussi a marokkói Al-Hoceima városában született. Az ifjúsági pályafutását a norvégiai Sarpsborg FK csapatában kezdte, majd a Sarpsborg 08 akadémiájánál folytatta.
2011-ben mutatkozott be a Sarpsborg 08 első osztályban szereplő felnőtt keretében. 2014-ben a Moldéhez, majd 2016-ban a Baselhez igazolt. 2018. július 1-jén az angol első osztályban érdekelt Southampton szerződtette. Először a 2018. augusztus 12-ei, Burnley ellen 0–0-ás döntetlennel zárult mérkőzés 56. percében, Cédric Soares cseréjeként lépett pályára. 2019 és 2021 között a skót Celtic csapatát erősítette kölcsönben. Első ligagólját 2021. augusztus 28-án, a Newcastle United ellen idegenben 2–2-es döntetlennel végződő találkozón szerezte meg. 2023. július 27-én a dán Københavnhoz írt alá.

### A válogatottban
Elyounoussi az U15-östól az U23-asig több korosztályú válogatottban is képviselte Norvégiát.
2014-ben debütált a felnőtt válogatottban. Először a 2014. január 18-ai, Lengyelország ellen 3–0-ra elvesztett mérkőzés 33. percében, Erik Husekleppet váltva lépett pályára. Első válogatott gólját 2017. június 13-án, Svédország ellen 1–1-es döntetlennel zárult barátságos mérkőzésen szerezte meg.

## Statisztikák
2024. augusztus 15. szerint
| Klub                | Szezon   | Osztály              | Bajnokság | Bajnokság | Kupa  | Kupa | Nemzetközi | Nemzetközi | Összesen | Összesen |
| Klub                | Szezon   | Osztály              | Meccs     | Gól       | Meccs | Gól  | Meccs      | Gól        | Meccs    | Gól      |
| ------------------- | -------- | -------------------- | --------- | --------- | ----- | ---- | ---------- | ---------- | -------- | -------- |
| Sarpsborg 08        | 2011     | Tippeligaen          | 9         | 0         | 0     | 0    | —          | —          | 9        | 0        |
| Sarpsborg 08        | 2012     | Adeccoligaen         | 25        | 8         | 0     | 0    | —          | —          | 25       | 8        |
| Sarpsborg 08        | 2013     | Tippeligaen          | 31        | 8         | 0     | 0    | —          | —          | 31       | 8        |
| Molde               | 2014     | Tippeligaen          | 30        | 13        | 4     | 4    | 3          | 0          | 37       | 17       |
| Molde               | 2015     | Tippeligaen          | 28        | 12        | 1     | 0    | 13         | 7          | 42       | 19       |
| Molde               | 2016     | Tippeligaen          | 12        | 5         | 1     | 1    | —          | —          | 13       | 6        |
| Basel               | 2016–17  | Swiss Super League   | 32        | 10        | 4     | 0    | 3          | 0          | 39       | 10       |
| Basel               | 2017–18  | Swiss Super League   | 33        | 11        | 2     | 0    | 8          | 2          | 43       | 13       |
| Southampton         | 2018–19  | Premier League       | 16        | 0         | 3     | 0    | —          | —          | 19       | 0        |
| Southampton         | 2021–22  | Premier League       | 30        | 4         | 3     | 4    | —          | —          | 33       | 8        |
| Southampton         | 2022–23  | Premier League       | 33        | 1         | 5     | 0    | —          | —          | 38       | 1        |
| Celtic (kölcsönben) | 2019–20  | Scottish Premiership | 10        | 4         | 6     | 3    | 6          | 1          | 22       | 8        |
| Celtic (kölcsönben) | 2020–21  | Scottish Premiership | 34        | 10        | 3     | 1    | 9          | 6          | 46       | 17       |
| København           | 2023–24  | Danish Superliga     | 30        | 10        | 3     | 1    | 12         | 3          | 45       | 14       |
| København           | 2024–25  | Danish Superliga     | 4         | 3         | 0     | 0    | 4          | 1          | 8        | 4        |
| Összesen            | Összesen | Összesen             | 357       | 99        | 35    | 14   | 58         | 20         | 450      | 133      |

### A válogatottban
| Válogatott | Év       | Pályára lépés | Gól |
| ---------- | -------- | ------------- | --- |
| Norvégia   | 2014     | 3             | 0   |
| Norvégia   | 2015     | 2             | 0   |
| Norvégia   | 2017     | 9             | 4   |
| Norvégia   | 2018     | 8             | 1   |
| Norvégia   | 2019     | 2             | 0   |
| Norvégia   | 2020     | 4             | 1   |
| Norvégia   | 2021     | 11            | 3   |
| Norvégia   | 2022     | 10            | 0   |
| Norvégia   | 2023     | 5             | 1   |
| Norvégia   | 2024     | 1             | 0   |
| Összesen   | Összesen | 55            | 10  |

### Góljai a válogatottban
| #  | Dátum               | Helyszín                                   | Ellenfél       | Gól | Végeredmény | Verseny                                    |
| -- | ------------------- | ------------------------------------------ | -------------- | --- | ----------- | ------------------------------------------ |
| 1  | 2017. június 13.    | Ullevaal Stadion, Oslo, Norvégia           | Svédország     | 1–0 | 1–1         | Barátságos mérkőzés                        |
| 2  | 2017. október 5.    | San Marino Stadion, Serravalle, San Marino | San Marino     | 4–0 | 8–0         | 2018-as VB-selejtező                       |
| 3  | 2017. október 5.    | San Marino Stadion, Serravalle, San Marino | San Marino     | 5–0 | 8–0         | 2018-as VB-selejtező                       |
| 4  | 2017. október 5.    | San Marino Stadion, Serravalle, San Marino | San Marino     | 7–0 | 8–0         | 2018-as VB-selejtező                       |
| 5  | 2018. október 16.   | Ullevaal Stadion, Oslo, Norvégia           | Bulgária       | 1–0 | 1–0         | 2018–2019-es UEFA Nemzetek Ligája (C liga) |
| 6  | 2020. szeptember 7. | Windsor Park, Belfast, Észak-Írország      | Észak-Írország | 1–0 | 5–1         | 2020–2021-es UEFA Nemzetek Ligája (B liga) |
| 7  | 2021. szeptember 4. | Daugava Stadion, Riga, Lettország          | Lettország     | 2–0 | 2–0         | 2022-es VB-selejtező                       |
| 8  | 2021. október 11.   | Ullevaal Stadion, Oslo, Norvégia           | Montenegró     | 1–0 | 2–0         | 2022-es VB-selejtező                       |
| 9  | 2021. október 11.   | Ullevaal Stadion, Oslo, Norvégia           | Montenegró     | 2–0 | 2–0         | 2022-es VB-selejtező                       |
| 10 | 2023. november 19.  | Hampden Park, Glasgow, Skócia              | Skócia         | 3–3 | 3–3         | 2024-es EB-selejtező                       |

## Sikerei, díjai
Molde
- Tippeligaen
  - Bajnok (1): 2014

- Norvég Kupa
  - Győztes (1): 2014

Basel
- Swiss Super League
  - Bajnok (1): 2016–17

- Svájci Kupa
  - Győztes (1): 2016–17

Celtic
- Scottish Premiership
  - Bajnok (1): 2019–20

- Skót Kupa
  - Győztes (1): 2019–20

- Skót Ligakupa
  - Győztes (1): 2019–20